# باد فوسلائو
شهر باد فوسلائو (به آلمانی: Bad Vöslau) در استان نیدراسترایش با جمعیت ۱۱٬۲۱۸ نفر در کشور اتریش واقع شده‌است.